# اف. دبلیو. بین
فرانسیس ویلیام بین (انگلیسی: F. W. Bain; ۲۹ آوریل ۱۸۶۳ – ۲۴ فوریهٔ ۱۹۴۰) (۲۹ آوریل ۱۸۶۳–۲۴ فوریه ۱۹۴۰) نویسنده بریتانیایی داستان‌های فانتزی بود که ادعا می‌کرد آن‌ها را از سانسکریت ترجمه کرده است.
یکی از داستان‌های او به نام «مهپاره، داستان‌های عشقی هندو» توسط صادق چوبک به فارسی ترجمه شده است. فرانسیس بین این داستان‌ها را خود نوشته بود اما ادعا کرده بود که از «دستنوشته‌های» هندی ترجمه کرده است.

## زندگی‌نامه
او در ۲۹ آوریل ۱۸۶۳ به دنیا آمد و فرزند جوزف بین بود. او در مدرسه وست مینستر تحصیل کرد و سپس به کالج کرایست چرچ آکسفورد رفت و در آنجا به عنوان دانشجوی کلاسیک ممتاز شد. در سال ۱۸۸۹، او به عنوان عضو کالج آل سولز انتخاب شد.
در جوانی یک بازیکن فوتبال آماتور مشتاق بود و بین سال‌های ۱۸۸۳ و ۱۸۸۶ نماینده دانشگاه در برابر کمبریج بود. او همچنین عضو تیم‌های آماتور برجسته آن زمان، واندررز و کورینتیان بود.
در سال ۱۸۹۲، او وارد سرویس آموزشی هند شد و تا زمان بازنشستگی در سال ۱۹۱۹ استاد تاریخ در کالج دکن پونه، در هند بریتانیا شد. او در ۲۴ فوریه ۱۹۴۰ درگذشت.

## نوشته‌ها
اولین اثر او «مهپاره» (۱۸۹۸) بود که فرانسیس بین ادعا کرد ترجمه او از بخش هشتم شانزدهم یک دست‌نوشتهٔ سانسکریت است که توسط یک برهمن به او داده شده است. در این داستان، پادشاه سوریاکانتا عاشق شاهزاده خانم دانا و زیبای آنانگاراگا می‌شود، که تنها با خواستگاری ازدواج می‌کند که معماهایی از او بپرسد که نتواند به آن پاسخ دهد. پادشاه با دوست باهوشش راساکوشا برای به دست آوردن شاهزاده خانم می‌رود.
در طول زندگی بین، بحث‌های زیادی در مورد این موضوع وجود داشت که آیا داستان‌های او واقعاً ترجمه هستند یا اینکه خودش آن‌ها را نوشته است. برخی از منتقدان اولیه حرف‌های او را پذیرفتند، اما بسیاری دیگر این کار را نکردند. در یک نقد معاصر آمده است:
«اگرچه این داستان‌ها آشکارا ساختگی هستند، اما خیالات زیبایی هستند و بهتر بود به عنوان داستان‌های اصلی ارائه می‌شدند تا ترجمه. هیچ هندویی، مگر اینکه از نسل جدید و تحت تأثیر فرهنگ بیگانه باشد، هرگز چنین داستان‌هایی را خلق نمی‌کند… این داستان‌ها بسیار محجوبانه هستند، در حالی که داستان‌های عاشقانه اصلی هندو بسیار بی‌پرواترند.»
کتاب‌های بین شامل پاورقی‌های زیادی است که به جناس‌ها و بازی‌های کلامی در زبان سانسکریت اشاره می‌کند که به ادعای نویسنده، نتوانسته آن‌ها را به انگلیسی ترجمه کند.
پس از «مهپاره»، بین داستان‌های دیگری نیز به همین سبک نوشت: «شربت زنبورها»، «حباب‌های کف»، «جوهر غروب»، «خاکستر یک خدا»، «معادن گسل‌ها»، «تلیسه سپیده دم» و غیره. با انتشار کتاب‌های بیشتر، مشخص شد که بین خودش این داستان‌ها را می‌نویسد و آن‌ها ترجمه نیستند.
بخش‌های زیادی از کتاب او «نزول خورشید» توسط میتبال فولتون در مجموعه رادیویی «برج چهارم اینورنس» استفاده شد.
قبل از نوشتن داستان‌های خیالی، بین آثار دیگری نیز نوشته بود، از جمله کتاب‌های سیاسی. یکی از آن‌ها "ضد مسیح: بررسی کوتاه روح عصر" بود که با انتقاد یک منتقد روبرو شد که می‌گفت: "برای یک منتقد دشوار است که در مورد کتابی که از ابتدا تا انتها آن را آزاردهنده می‌یابد، منصف باشد. آقای بین با این فرض شروع می‌کند که انقلاب فرانسه "ضروری نبود".

## نوشته‌های متفرقه
- دیمیتری، یک تراژدی کمیک.. لندن: پرسیوال و شرکت، ۱۸۹۰.
- تیغ اوکام: کاربرد یک اصل در اقتصاد سیاسی، در شرایط پیشرفت، در سوسیالیسم، در سیاست. آکسفورد: پارکر و شرکت، ۱۸۹۰.
- کریستینا، ملکه سوئد. [s.i.]: Allen and Co.، ۱۸۹۰.
- خیانت: یک عاشقانه اسپانیایی. [با ضمیمه‌ای در مورد پدرو، پادشاه کاستیل، به نام ظالم]. لندن: [s.n.]، ۱۸۹۱
- ضد مسیح: بررسی مختصر روح عصر. آکسفورد؛ لندن: [s.n.]، ۱۸۹۱.
- در اصل خلق ثروت: ماهیت، منشأ، تکامل و پیامدهای آن: بازسازی انتقادی اقتصاد سیاسی علمی. لندن: جی. پارکر و شرکت، ۱۸۹۲.
- گوشه طلا: تاریخ و نظریه آن: پاسخی به 'پرونده علیه دو فلزیسم' آقای رابرت گیفن. آکسفورد: جیمز پارکر و شرکت، ۱۸۹۳.
- پایه نامرئی «پایه‌های نامرئی جامعه»: اتهام سرقت ادبی علیه دوک آرگیل. لندن: جی. پارکر و شرکت، ۱۸۹۳.
- سلطنت انگلیس و انقلاب‌های آن: مطالعه در سیاست تحلیلی. لندن: پارکر، ۱۸۹۴.
- جسم و روح: یا روش اقتصاد. لندن: جی. پارکر، ۱۸۹۴.
- نمونه ای از نقد: [پاسخی به نقد پروفسور باستابل در «مجله اقتصادی» از «جسم و روح» نویسنده]. آکسفورد: برای نویسنده چاپ شده است، ۱۸۹۵.
- گزارش شمش: و پایه استاندارد طلا. آکسفورد: برای نویسنده توسط جی. پارکر و شرکت چاپ شده است، ۱۸۹۶.
- در مورد تحقق ممکن و روح ارسطو. لندن: جیمز پارکر، ۱۸۹۹.
- De vi physica et imbecillitate Darwiniana disputavit Franciscus Gulielmus Bain: [با ضمیمه ای در مورد نظریه داروین در مورد جزایر مرجانی]. آکسفورد؛ لندن: جی. پارکر و شرکت، ۱۹۰۳.
- دیمیتری؛ یک داستان بزرگ روسیه. نیویورک، A.L. Fowle، ۱۹۰۶.
- روسیه بدون سر. لندن: Boswell Print. & Pub. Co, [1926].

## «ترجمه‌های» تخیلی ادعایی از سانسکریت
- مهپاره: (bālātaparaktāśaśinī): یک داستان عاشقانه هندو. لندن: جی. پارکر، ۱۸۹۹.
- نزول خورشید: (trivikramādhogāśrīḥ): چرخه تولد. لندن: جی. پارکر، ۱۹۰۳.
- تلیسه سپیده دم: (usriyāsambhṛtāmṛtā). لندن: جی. پارکر، ۱۹۰۴.
- در موی خدای بزرگ: (surāsurādimānadā). لندن: جی. پارکر، ۱۹۰۴.
- پیش نویس آبی: (puṣkarekṣaṇāṅgadā). لندن؛ پارکر و پسر؛ آکسفورد: جی. پارکر و شرکت، ۱۹۰۵.
- جوهری از غروب: (ahipīditācandrikā). لندن: جی. پارکر، ۱۹۰۶.
- تناسخ برف: (bhavamānasālayājyotsnā). آکسفورد؛ لندن: جی. پارکر: سیمپکین، مارشال، همیلتون، کنت، ۱۹۰۸.
- معدنی از گسل‌ها: (doṣākarasārātuṣṭi). آکسفورد؛ لندن: جی. پارکر: سیمپکین، مارشال، ۱۹۰۹.
- خاکستر یک خدا: (smarabhasmasañjīvinītuṣṭi). لندن: Methuen & Co، ۱۹۱۱.
- حباب‌های کف: (phenopamamātrāprīti). لندن: Methuen & Co، ۱۹۱۲.
- شربت زنبورها. لندن: Methuen & Co، ۱۹۱۴.
- لباس حوا: (rāgodadhidughāpusạ̄). لندن: Methuen & Co، ۱۹۱۷.
- جوهر یک رؤیا: (svapnopamakānti). لندن: Methuen & Co، ۱۹۱۹.
- پژواک کرات: نجات یافته از فراموشی. لندن: Methuen، ۱۹۱۹.
- (با خوشنویسی Graily Hewitt) سواحل گنگ: خوشنویسی. صحافی توسط C. & C. McLeish. 1920.
- داستان‌های هندی F. W. Bain.. لندن: فیلیپ لی وارنر… [برای] انجمن مدیچی، ۱۹۱۳–۱۹۲۰. ۱۳ جلد.

- مشارکت‌کنندگان ویکی‌پدیا. «F. W. Bain». در دانشنامهٔ ویکی‌پدیای انگلیسی، بازبینی‌شده در ۴ ژوئن ۲۰۲۲.